# 效用最大化
效用最大化問題，在經濟學中，特別是微觀經濟學中是指消費者所面對的這樣的問題，即“消費者應如何花費金錢使其效用極大化”。
哲學家邊沁（Jeremy Bentham，1748-1832）提出快樂與痛苦是控制人類行為的力量，人類極力求取快樂而逃避痛苦，這正是功用最大化（maximization of utility）的心態。產權理論的先驅艾智仁（Armen Alchian 1914- ）認為功用的定義是對不同物品根據個人喜好作選擇的排列。功用（數字）的概念（The concept of utility）在經濟學上是指武斷（隨意而不作解釋）地作數以排列人們的喜好，數字越大，喜好越強烈（序數功用的概念Ordinal concept of utility）。
假设他们的消费集是有{\displaystyle L}种商品的集合{\displaystyle \mathbf {X} \subset \mathbb {R} _{+}^{L}} 。如果这{\displaystyle L}种商品的价格为
{\displaystyle \mathbf {p} \in \mathbb {R} _{+}^{L}} ，该消费者的财富为{\displaystyle w}, 则所有可以负担的组合的集合，即预算集为
{\displaystyle B(\mathbf {p} ,w)=\{\mathbf {x} \in \mathbf {X} |\mathbf {p} \cdot \mathbf {x} \leq w\}}。
消费者希望买到其所能负担的最好的商品组合，若该消费者的效用函数为
{\displaystyle u:\mathbb {R} _{+}^{L}\rightarrow \mathbb {R} } ，
则该消费者的最优选择{\displaystyle \mathbf {x} ^{*}(\mathbf {p} ,w)}为
{\displaystyle \mathbf {x} ^{*}(\mathbf {p} ,w)=\arg \max _{\mathbf {x} \in B(\mathbf {p} ,w)}u(\mathbf {x} )}。
求解{\displaystyle \mathbf {x} ^{*}(\mathbf {p} ,w)}就是这个效用最大化问题。针对不同的效用函数，求得的解不必是唯一的。

## 存在性
- 如果效用函数{\displaystyle u}连续，并且价格{\displaystyle \mathbf {p} }为正，则{\displaystyle \mathbf {x} ^{*}(\mathbf {p} ,w)}为非空。

证明：{\displaystyle B(\mathbf {p} ,w)\subset \mathbb {R} _{+}^{L}}是一个紧性空间，因此若{\displaystyle u}在此上是连续的，根据瓦爾拉斯定律，意味着存在一点{\displaystyle \mathbf {x} \in B(\mathbf {p} ,w)}使得效用函数映射到其最大值。证毕。
如果消费者总是选取上面定义的最优组合，则{\displaystyle \mathbf {x} ^{*}(\mathbf {p} ,w)}被称为是马歇尔需求对应。如果其只存在唯一组合使其最大化，则被称为是马歇尔需求函数。这个效用最大化问题中的效用函数和马歇尔需求之间的关系也反映了支出最小化问题中支出函数和Hicks需求函數之间的关系。 
在实际中，消费者可能不总是选择最优的组合。譬如，这可能要求消费者思考太多的问题。有限理性是一种理论，它用满意解决法解释了这类行为——选取次优的、但是够好的组合。